# La Stampa
La Stampa (em português "A Prensa") é um jornal diário italiano, com sede em Turim. É um dos jornais de referência em Itália com uma tiragem de 478.000 exemplares (julho de 2008).
O jornal foi fundado (como Gazzetta Piemontese) em 1867 pelo filologista e político Ruggero Bonghi. 

## História e perfil
O jornal foi fundado por Vittorio Bersezio, jornalista e romancista, em fevereiro de 1867. com o nome Gazzetta Piemontese. Em 1895, o jornal foi comprado e editado por Alfredo Frassati, pai de Pier Giorgio Frassati, que lhe deu seu nome atual e uma perspectiva nacional. Por criticar o assassinato em 1924 do socialista Giacomo Matteotti, ele foi forçado a renunciar e vender o jornal a Giovanni Agnelli. O financista Riccardo Gualino também aceitou uma parte.
O papel agora pertence a GEDI Gruppo Editoriale. Tem uma postura centrista. Os antigos colaboradores de La Stampa incluem o romancista italiano Alberto Moravia.
La Stampa, baseado em Turin, foi publicado em formato standard até novembro de 2006, quando o jornal começou a ser publicado no formato Berlinense. Lançou um site em 1999. O La Stampa também lançou um projeto, chamado Vatican Insider, dirigido pelo jornal diário e tem entre seus funcionários vários analistas de assuntos do Vaticano.
Desde 26 de maio de 2006, publicou uma revista mensal: Specchio+. De 26 de janeiro de 1996 a 7 de abril de 2006, foi chamado de Specchio, que foi publicado como suplemento semanal, uma revista de interesse geral.
Em setembro de 2012, o La Stampa mudou-se para sua nova sede em Turim, deixando seu prédio editorial histórico. Mario Calabresi é o editor-chefe do jornal.
Em 9 de abril de 2013, um dispositivo explosivo foi enviado por um grupo anarquista, pela Federazione Anarchica Informale/Fronte Rivoluzionario, para os escritórios do La Stampa. Entretanto, o dispositivo não detonou.